# 타이린 터너
타이린 터너(Tyrin Turner, 1971년 7월 13일 ~ )는 미국의 배우이다.

## 출연 작품
- 더 하우스 넥스트 도어 (2020년)
- All-Star Weekend (비공개)
- 슈프리머시 (2014년)
- 웬 어 우먼스 페드 업 (2013년) - 레이 역
- 데이 인 더 라이프 (2009년)
- 나이트 테일즈 - 더 무비 (2008년)
- 플로신 (2001년)
- 크라임 파트너스 2000 (2001년)
- 하우 하이 (2001년)
- 벨리 (1998년)
- 표범 (1995년)
- 솔저 보이 (1995년)
- 사회에의 위협 (1993년) - 케인 케이디 로슨 역
- 딥 커버 (1992년)

### 텔레비전
- 시카고 메디컬 (1994년)